# Ten Post

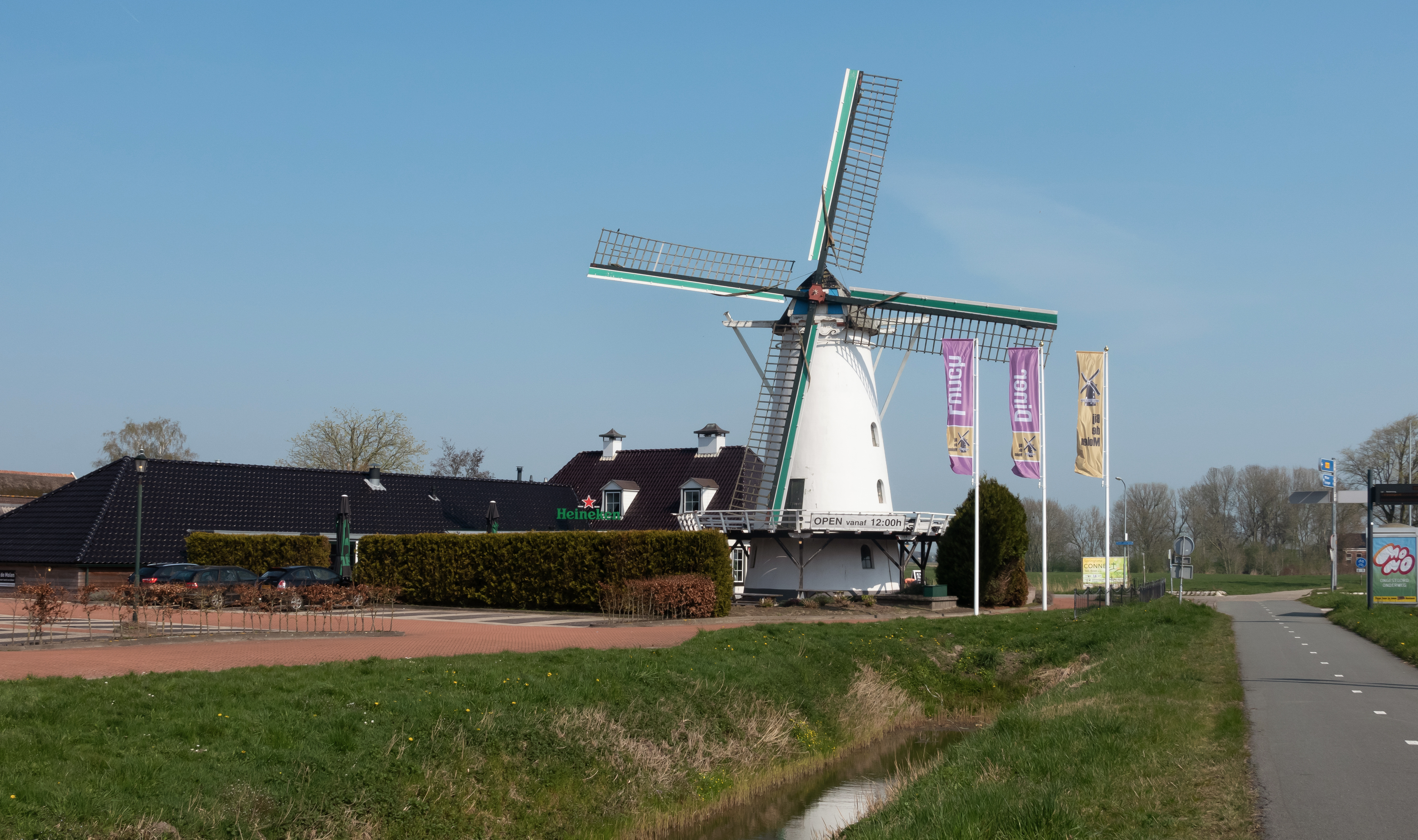
Ten Post, le moulin: De Olle Widde

Ten Post est un village de la commune néerlandaise de Groningue, situé dans la province de Groningue.

## Géographie
Le village est situé à l'embouchure du Ten Poster Ae dans le Damsterdiep, à 12 km au nord-est de Groningue, sur la route nationale no 360 qui relie cette ville à Delfzijl.

## Histoire
Ten Post fait partie de la commune de Ten Boer avant le 1er janvier 2019, quand celle-ci est rattachée à Groningue.

## Démographie
Le 1er janvier 2019, le village comptait 775 habitants.